# 警視庁潜入24時!!
『警視庁潜入24時!!』（けいしちょうせんにゅうにじゅうよじ）は、1978年から1992年にかけてテレビ朝日系列で放送されたテレビ朝日とテレビ朝日映像製作のドキュメンタリー特別番組。

## 概要
「警察24時」ものが最初のドキュメンタリー作品である。内容としては警視庁としてのメインであるが、主に自動車警ら隊・高速道路交通警察隊や機動捜査隊のパトカーまたは都内の各警察署や交番など密着取材。生中継では東京都内である大都会の繁華街や歓楽街と中継用ヘリコプターや警視庁通信指令センターなどの様子を行われている。未解決事件や指名手配者の情報提供を行っている。東京都港区六本木のテレビ朝日本社内に放送センターが設けられる。

### 番組終了後
1992年12月

## 出演

### 進行役
- 川瀬真由美（テレビ朝日アナウンサー<当時>） - 1992年12月30日放送分のみ

### 中継リポーター
- 保坂正紀（テレビ朝日アナウンサー<当時>）
- 渡辺宜嗣（テレビ朝日アナウンサー）
- 森下桂吉（テレビ朝日アナウンサー）
- 辻義就（テレビ朝日アナウンサー<当時>）
- 田畑祐一（テレビ朝日アナウンサー）
- 寺崎貴司（テレビ朝日アナウンサー）
- 藤井暁（テレビ朝日アナウンサー）
- 松井康真（テレビ朝日アナウンサー<当時>）
- 飯村真一（テレビ朝日アナウンサー）
- 国吉伸洋（テレビ朝日アナウンサー<当時>）
- 日下千帆（テレビ朝日アナウンサー<当時>）
- 岡田真由子（テレビ朝日アナウンサー<当時>）

### スタジオコメンテーター（1992年12月30日放送分）
- 森田健作
- うつみ宮土理
- チャック・ウィルソン
- 三瀬顕（弁護士）

### ナレーター
- 久米明 - 1978年1月 - 1992年1月まで
- 槇大輔 - 1992年12月30日放送分のみ

## 放送リスト
※時刻はすべてJSTで記載する。
| 放送回 | 放送日時                    | タイトル                                | 備考             |
| ------ | --------------------------- | --------------------------------------- | ---------------- |
| 第01回 | 1978年01月19:30 - 20:51     | 警視庁潜入24時!!                        | 水曜スペシャル枠 |
| 第02回 | 1979年01月19:30 - 20:51     | 警視庁潜入24時!!                        |                  |
| 第03回 | 1980年01月19:00 - 20:54     | 警視庁潜入24時!!                        |                  |
| 第04回 | 1981年01月19:00 - 20:54     | 警視庁潜入24時!!                        |                  |
| 第05回 | 1982年01月19:00 - 20:54     | 警視庁潜入24時!!                        |                  |
| 第06回 | 1983年01月19:00 - 20:54     | 警視庁潜入24時!!                        |                  |
| 第07回 | 1984年01月19:00 - 20:54     | 警視庁潜入24時!!                        |                  |
| 第08回 | 1985年01月19:00 - 20:54     | 警視庁潜入24時!!                        |                  |
| 第09回 | 1986年01月19:00 - 20:54     | 警視庁潜入24時!!                        |                  |
| 第10回 | 1987年01月07日19:00 - 20:54 | 警視庁潜入24時!!第10弾特別企画!         |                  |
| 第11回 | 1988年01月05日20:00 - 21:48 | ドキュメントスペシャル 警視庁潜入24時!! |                  |
| 第12回 | 1989年01月06日20:00 - 21:48 | 警視庁潜入24時!!                        |                  |
| 第13回 | 1990年01月06日19:00 - 20:54 | 緊急ドキュメント'90 警視庁潜入24時!!    |                  |
| 第14回 | 1991年01月05日19:00 - 20:54 | 緊急ドキュメント'91 警視庁潜入24時!!    |                  |
| 第15回 | 1992年01月19:00 - 20:54     | 緊急ドキュメント'92 警視庁潜入24時!!    |                  |
| 第16回 | 1992年12月30日18:30 - 20:54 | 衝撃スペシャル 警視庁潜入24時!!         | 水曜特バン!枠    |

## スタッフ
第16回（事実上の最終回）
- 企画：太田正彦、北村守／伊駒政実
- 【中継】
  - ［ヘリコプター取材］
    - カメラ：夏目新
    - VE：戸塚信也

  - ［ヘリコプター取材］
    - TD：杉村俊明
    - カメラ：高木武彦
    - VE：土屋政治
    - 音声：早川憲一
    - 照明：石川和孝

  - ［移動中継車］
    - カメラ：樋口幸紀
    - VE：大塚隆広
    - 音声：大輪憲次
    - 照明：和田博

  - ［移動中継車］
    - TD：石山達彦
    - カメラ：新井一郎
    - VE：平井秀夫
    - 音声：笹谷孝司
    - 照明：瀬川正雄

  - ［愛宕警察署］
    - TD：中本宏
    - カメラ：川村利一
    - VE：秋元隆徳
    - 音声：中井司
    - 照明：渡辺敏正

  - ［東京消防庁］
    - TD：木原吉昭
    - カメラ：石原晋
    - VE：重岡恵吾
    - 音声：小出雅三
    - 照明：高橋正彦

  - ［警視庁記者クラブ・通信指令室］
    - TD：須永高義
    - カメラ：黒川昭
    - VE：辻井一義
    - 音声：廣瀬雄一

  - ［テレビ朝日・Cサブ］
    - カメラ：近江靖
    - VE：五十嵐荘義
    - 音声：石井慶夫
    - 照明：近藤栄夫
- 【VTR取材】
  - カメラ：綾部芳臣、日山秀樹、平野義信、諸頭昇、児玉康行、山本義治、大枝正人
  - VE：内屋敷一博、田名央之、小倉研、平出浩嗣、本間康彦、坂内靖、林雅之
  - 音声：高本英慈、正井淳之、桑原伸行
- 編集：田村進
- MA：青木伸次
- 選曲：渡辺浩昭
- 効果：門脇弘幸
- タイトル：善家祝吉
- TK：宮本美智子
- 広報：牧野秀幸
- 制作スタッフ：中村隆、竹花泰之、細川和利、間島貞幸、岡寿志、清宮正希
- ディレクター
  - 取材：古原義弘、小泉恵一、佐藤慶、對比地潤三、豊島一弘
  - 中継：加藤秀之、小山克夫、二宮久友、渡辺照彦、安田裕史、矢神純章、加藤大幸、岩谷一
- 協力：静岡けんみんテレビ、朝日放送、名古屋テレビ、熊本朝日放送、瀬戸内海放送、九州朝日放送、北海道テレビ放送／インプット・ビジョン、ウッドオフィス、ストリームズ、ジッピー・プロダクション、ユーコミュニケーション
- 制作協力：テレビ朝日映像
- テクニカル・ディレクター：関口光男
- ディレクター：岡部太司、橘寛基
- チーフ・ディレクター：戸津博司
- プロデューサー：太田正彦、北村守
- 制作著作：テレビ朝日